# Matías Ramos Mingo
Matías Ramos Mingo (Córdoba, Argentina, 4 de agosto de 2000) es un futbolista argentino que juega como guardameta en el Xerez Deportivo FC de España.

## Trayectoria

### Boca Juniors
Inició su carrera deportiva en el Club Deportivo Atalaya, donde permaneció hasta 2015. Después fue contratado por el Boca Juniors de la Primera División de Argentina.
El arquero, que mide 1,95 y también posee pasaporte italiano, llegó a España en el 2020, tras formarse en la cantera de Boca Juniors, y perteneció al conjunto isleño las dos primeras, en las que logró el ascenso a Primera RFEF. En la entidad verdiblanca disputó cinco partidos, ya que el titular durante todo el curso fue Olmedo, y también consiguió dar el salto a la categoría de bronce.
Matías Ramos Mingo destaca por su dominio del juego aéreo debido a su altura, de abajo tiene muchos reflejos, es rápido y tiene buen juego con los pies.
En el 2023 llega a préstamo al Xerez DFC. El argentino se une así a los nuevos fichajes del Xerez DFC, Edu Oriol, Juanlu Llamas, Beni, Ángel Rueda, Beto, Jovanovic, Joselu Friaza, Mihajlo Mikan, Antonio Moreno y Charid.

## Vida personal
Es hermano de los jugadores de fútbol Santiago Ramos Mingo y Franco Ramos Mingo.